# بالا ويرلبول
بالا ويرلبول (بالإيطالية: PalaWhirlpool)‏ صالة رياضية تستخدم لرياضة كرة السلة وتقام فيها أحياناً عدد من الفعاليات الرياضية، تقع في مدينة فاريزي التابعة إلى مقاطعة فاريزي في إيطاليا، تتسع الصالة إلى 5,300 متفرج، وهي الصالة الرسمية لنادي بالاكانسترو فاريزي الذي يلعب في ليغا باسكيت الدرجة الأولى، تم افتتاح الصالة سنة 1964.